# Catedral de São Patrício (Nova Iorque)
A Catedral de São Patrício (em inglês Saint Patrick's Cathedral) é um templo católico de estilo neogótico situado na cidade americana de Nova Iorque no lado leste da Quinta Avenida, entre as ruas 50.ª e 51.ª, em frente ao Rockefeller Center. É uma paróquia e a sede da Arquidiocese de Nova Iorque. Foi construída entre 1858 e 1878 e projetada pelo arquiteto James Renwick, Jr.
A catedral foi designada, em 8 de dezembro de 1976, um edifício do Registro Nacional de Lugares Históricos bem como, na mesma data, um Marco Histórico Nacional.